# Masacre de Rosario
El domingo 12 de septiembre de 1976, un ómnibus que transportaba a 32 integrantes pertenecientes a la Guardia de Infantería de la Unidad Regional II de Policía de la Provincia de Santa Fe con asiento en la ciudad de Rosario, fue emboscado por una rama de la Organización Montoneros en la intersección de Junín y Rawson de dicha ciudad,  provocando la muerte de 9 policías y 2 civiles y heridas a más de 20 uniformados.
El hecho ocurrió cerca de las 18:15 horas cuando el micro, un Mercedes Benz especialmente acondicionado para el transporte de tropas, se topó en dicha intersección del barrio Refinería con un Citroën 2CV que había sido preparado con un artefacto de fabricación vietnamita, bulones, material de herrería y materia fecal. De acuerdo a testimonios aún vigentes el transporte habría aminorado la marcha por el estado de calle Junín cuando en la bocacalle con Rawson recibió en su parte media y a la izquierda el terrible impacto del artefacto guiado a control remoto por los extremistas, a cien metros del fatal escenario.
Los policías, en su mayoría suboficiales y tropa con poco tiempo en el servicio activo, venían de cumplir un adicional en la vieja cancha de Rosario Central y algunos eran hijos de antiguos militantes peronistas. La explosión del atentado fue de tal magnitud que muchos murieron en el acto al igual que un matrimonio que se encontraba circulando en un Fiat 1500 detrás del micro siniestrado, quienes resultaron ser el fotógrafo social Oscar Walter Ledesma y su mujer Irene Angela Dib.
Si bien se supo con certeza que el atentado fue obra de Montoneros, los culpables nunca fueron detenidos o procesados.
Se había conformado un Consejo de Guerra para iniciar las investigaciones del caso. En épocas de la nefasta actuación del Comandante de Gendarmería Nacional,  Agustín Feced , al frente de la Unidad Regional II el atentado a los policías nunca fue objetivo de profundización de las pistas que se obtuvieron de la rama de Montoneros que, con el supuesto comando de Fernando Vaca Narvaja y sus cómplices provinciales, llevaron a cabo semejante desastre.
La Masacre de Rosario fue un hecho aberrante cometido contra jóvenes uniformados distantes de toda represión estatal manifiestas por el terrorismo de Estado de Jorge Rafael Videla. La mayoría de ellos no habían cumplido los 40 años de edad.
Años atrás un paredón del ferrocarril Mitre fue testimonio crucial de la onda expansiva del atentado. Sobre la pared yacían los miles de agujeros producto del hecho.
El fiscal federal de Rosario, Javier Arzubi Calvo, dictaminó la prescripción de la causa el 27 de mayo de 2020 por considerar que el hecho no es un delito de lesa humanidad, ni un acto de guerra como para reabrirse la investigación.

## Fallecidos
Además del matrimonio Ledesma fallecieron los siguientes agentes de policía:
- Edgardo Jorge Ferri, soltero, nacido el 31 de octubre de 1948.
- Juan Domingo Matiasevich, casado, había nacido el 15 de mayo de 1948.
- Domingo Hipólito Alfonso, casado, nacido en 1948.
- Andrés Alberto Acosta, casado, nacido en agosto de 1951.
- Carlos González,casado, nacido el 12 de junio de 1951.
- José Luis Boggino, nacido el 9 de julio de 1952, casado.
- Hugo Alberto Pelegrina, soltero, nacido el 27 de agosto de 1950.
- José María Gutiérrez, casado, nacido el 28 de marzo de 1953.
- Darío Héctor Pietrani, soltero, nacido el 30 de noviembre de 1953

La hija adolescente del matrimonio, Andrea Fabiana Ledesma, fue una de las sobrevivientes de la masacre.Viajaba en el asiento trasero del coche de su padre, siendo afectada en menor medida por la onda expansiva. El matrimonio venía de señar un salón de fiestas para el festejo de los quince años de la chica.
Cada 12 de septiembre se recuerda en la ciudad de Rosario el Aniversario del Agente Santafesino caído en cumplimiento del deber.